# Donald Cary Williams

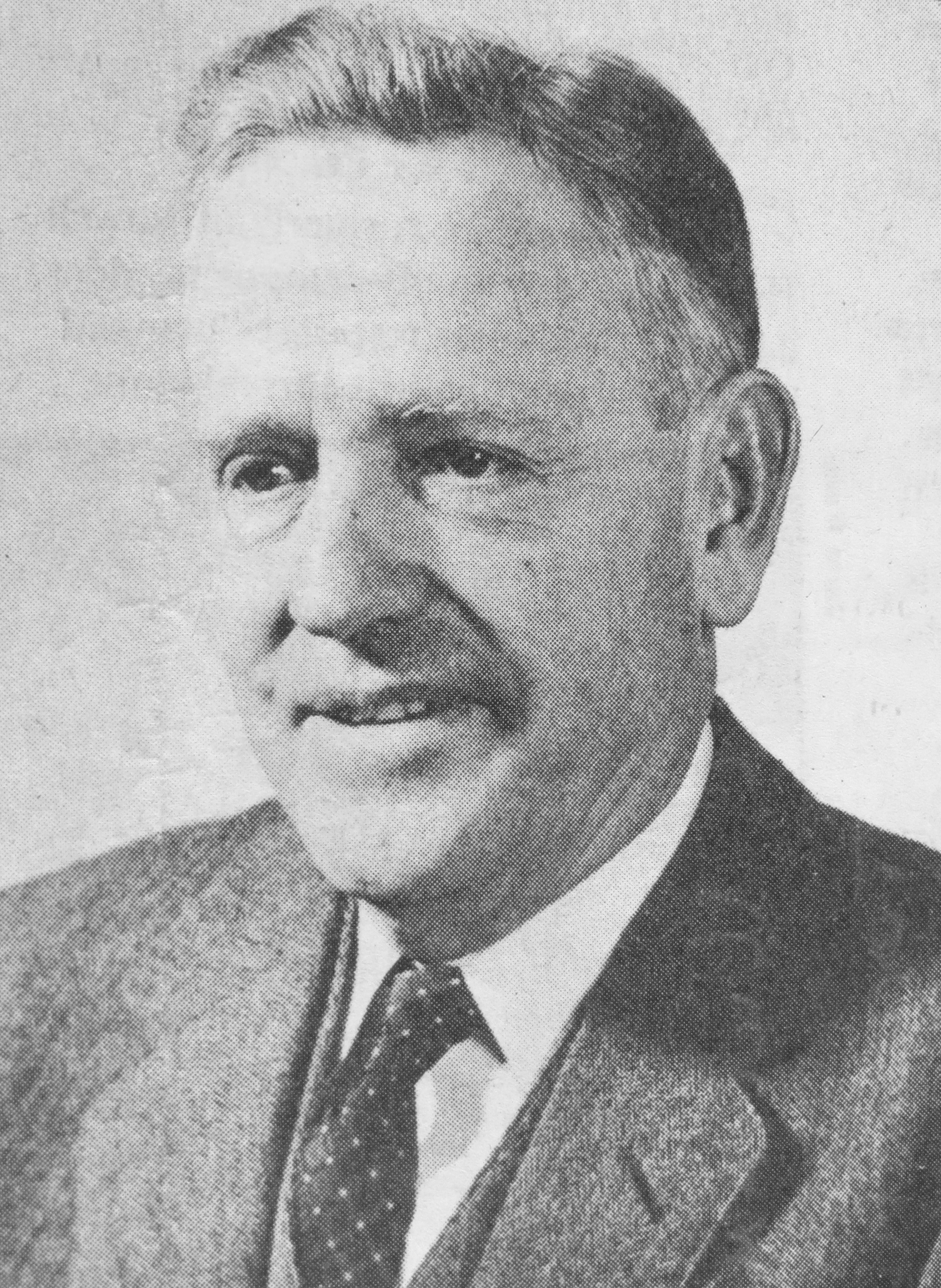
Donald C. Williams (Quelle: Harvard Gazette, 30. Dezember 1983)

Donald Cary Williams (* 28. Mai 1899 in Crows Landing, Kalifornien; † 16. Januar 1983 Fallbrook, Kalifornien) war ein US-amerikanischer Philosoph und Professor an der Universität von Kalifornien (Los Angeles) und der Harvard University (von 1939 bis 1967). Bekannt ist er vor allem für seine Theorie der Tropen, die heute zu den Standardtheorien in der metaphysischen Debatte gehört.
Williams wandte sich gegen die Mitte des 20. Jahrhunderts in der englischsprachigen Welt weit verbreitete Metaphysikkritik, die sich vor allem aus der Tradition des logischen Positivismus und der Philosophie des späteren Wittgensteins speiste. Mit seinen Beiträgen leistete er einen wesentlichen Anteil zur Wiederbelebung metaphysischer Themen in der Analytischen Philosophie.
Williams veröffentlichte vor allem Aufsätze in den Feldern Erkenntnistheorie und Metaphysik. 
Er vertrat einen materialistischen Naturalismus, die Theorie einer vierdimensionalen Raumzeit und entwickelte eine eigene Theorie der Induktion.

## Leben
Donald Williams wuchs in Crows Landing, einem ländlich geprägten Bezirk in Kalifornien auf. Nach dem Studium der englischen Literatur am Occidental College, das er 1922 mit dem Bachelorabschluss beendete, ging er für ein Studium der Philosophie nach Harvard. Nach seinem Master-Abschluss (1924) ging er zuerst an die Universität von Kalifornien in Berkeley (1925–27), dann nach Harvard, wo er 1928 promovierte.
Im selben Jahr heiratete er Katherine Pressly Adams aus Lamar, Colorado, die er in Berkeley kennengelernt hatte, wo sie – als eine von wenigen Frauen – Psychologie studiert hatte. Das Paar verbrachte dann ein Jahr in Europa (1928–29), in dem sich Williams intensiv mit der Phänomenologie Husserls auseinandersetzte. Danach trat Williams eine Professur für Philosophie an der Universität von Kalifornien, Los Angeles, von 1939 bis zu seiner Emeritierung im Jahre 1967 in Harvard an.

## Philosophie

### Metaphysik
Williams Hauptinteresse gilt der Metaphysik, die er in (spekulative) Kosmologie und (analytische) Ontologie einteilt. Während die Kosmologie die grundlegenden Elemente alles Seienden (Materie, Geist, Kraft etc.) erforscht, analysiert die Ontologie die kategorialen Grundlagen alles Seienden (Substanz, Eigenschaft etc.).

#### Kosmologie
Die Kosmologie ist in Williams Verständnis eine empirische Disziplin, ihre Ergebnisse müssen immer als vorläufig angesehen werden.
Williams Kosmologie ist naturalistisch-materialistisch geprägt. Die Welt ist materiell und raum-zeitlich strukturiert. Sie ist unabhängig von jeglichem wissenden Geist. Es gibt keine Gottheiten oder übernatürlichen Kräfte jenseits des Bereichs der Natur.
Auch abstrakte Entitäten – wie Zahlen, Eigenschaften, Farben oder Relationen – sind nur real, insofern sie Teil der räumlich-zeitlichen Realität sind und gehören insofern in die natürliche Welt. Auch der Bereich des Mentalen bildet keine eigene Sphäre. Er wird zwar von Williams nicht bestritten, doch stellt er aus seiner Sicht nur ein eher unbedeutendes Fragment des Seins dar. Mentale Tatsachen sind zwar nicht reduzierbar, aber doch abhängig von der physikalischen und biologischen Natur der Dinge.
Gegen die Aristotelische Tradition vertritt Williams eine vierdimensionale Metaphysik. Er ist der Ansicht, dass Aussagen über die Zukunft nicht weniger als über die Gegenwart oder Vergangenheit zeitlos wahr oder falsch sind. Wir müssen nicht auf das Ereignis warten, auf das sie sich beziehen, um einen Wahrheitswert zu gewinnen. 
Alle Punkte in der Zeit sind (zeitlos) real, wie alle Punkte im Raum. Die Erfahrung des Flusses der Zeit ist eine Illusion.

#### Ontologie
In der Ontologie ist Williams Hauptthese, dass Eigenschaften die eigentlichen und einzigen Bestandteile der Wirklichkeit darstellen. Eigenschaften sind aber keine Universalien, sondern „Tropen“, d. h. Partikularien mit einzigartiger räumlich-zeitlicher Struktur.
Die Tropen sind die Bausteine der Welt. Williams bezeichnet sie metaphorisch als das „Alphabet des Seins“ (Alphabet of Being), aus dem alle anderen, komplexeren Entitäten aufgebaut sind. Alle konkreten Dinge sind aus Clustern von Tropen zusammengesetzt. Die Einzeldinge besitzen keine innere Substanz, die die Tropen zusammenhalten würde. Universelle Eigenschaften, die vielen Objekten gemeinsam sind, sind als Ähnlichkeiten zwischen einzelnen Tropen zu verstehen. So stellen etwa zwei verschiedene rote Gegenstände Mitglieder ähnlicher Farbtropen dar, die zur Klasse Rot gehören.
Auch Relationen, Ereignisse und Prozesse werden von Williams nach dem Tropen-Modell verstanden.
Wenn etwa London größer ist als Edinburgh und Dublin größer als Belfast liegen zwei Fälle der relationalen Trope „Größer-als“ vor. Zusammen mit unzähligen anderen Fällen gehören sie zu der Ähnlichkeitsklasse der „Größer-als“-Relationen.
Ereignisse sind Änderungen, in welchen Tropen, die sich an einem gegebenen Ort befinden, durch andere Tropen ersetzt werden; Prozesse sind Sequenzen solcher Änderungen.

### Induktion
Williams betrachtet die Lösung des Problems der Induktion, wie aus beobachtbaren Einzelfällen auf allgemein gültige Gesetze geschlossen werden kann, nicht nur aus philosophischer, sondern auch aus politischer Perspektive als zentrale Aufgabe.
Der aus dem Problem der Induktion resultierende Skeptizismus führe zu einer Erosion rationaler und liberaler Standards. 
Williams hält das Problem der Induktion für lösbar.
In The Ground of Induction (1947) bedient er sich dazu zum ersten Mal der Ergebnisse der Wahrscheinlichkeitstheorie. Induktive Schlussfolgerungen sind für ihn Spezialfälle des Problems der Validierung von Stichproben.
Erfahrungen können als Stichproben einer Population verstanden werden. Ab einer gewissen Größe ist die überwiegende Mehrheit von Stichproben repräsentativ für ihre Population; mit Hilfe eines statistischen Syllogismus sind wir rational berechtigt von ihnen auf allgemeine Aussagen zu schließen.

## Rezeption
Williams beeinflusste mit seinen Arbeiten eine Reihe später prominenter analytischer Philosophen. Er unterrichtete Roderick Chisholm, Nicholas Wolterstorff und David Lewis. Beeinflusst wurden von seinen Arbeiten außerdem David Armstrong, John Bacon, Keith Campbell, Peter Forrest, D. C. Stove und D. C. Herd.

## Schriften (Auswahl)
- The A Priori Argument for Subjectivism, in: The Monist, 43/2 (1933), S. 173–202.
- Ethics as Pure Postulate, in: Philosophical Review, 42/4 (1933): S. 399–411.
- The Inductive Argument for Subjectivism (1934), in: The Monist, 44/1 (1934), S. 80–107.
- The Argument for Realism, in: The Monist, 44/2 (1934), S. 186–209.
- The Realistic Analysis of Scientific Sentences, in: Erkenntnis, 7 (1938), S. 169–178, 375–382.
- Naturalism and the Nature of Things. Philosophical Review 53/5 (1944), S. 417–443.
- The Ground of Induction, Cambridge, Mass. Harvard University Press. 1947.
- The Myth of Passage, in: Journal of Philosophy, 48/15 (1951), S. 457–472.
- Professor Carnap's Philosophy of Probability, in: Philosophy and Phenomenological Research, 13/1 (1952), S. 103–121.
- On the Direct Probability of Inductions, in: Mind, 62/248 (1953), S. 465–483.
- Form and Matter, in: Philosophical Review, 67/3 (1958), S. 291–312, S. 499–521.
- Philosophy and Psychoanalysis, in: S. Hook (Hrsg.): Psychoanalysis, Scientific Method, and Philosophy; a Symposium, New York: New York University Press. (1959), S. 157–179.
- Mind as a Matter of Fact. Review of Metaphysics 13/2 (1959), S. 203–225.
- Dispensing With Existence, in: Journal of Philosophy, 59/23 (1962), S. 748–762.
- Necessary Facts, in: The Review of Metaphysics, 16/4 (1963), S. 601–626.
- Principles of Empirical Realism: Philosophical Essays. Springfield, Illinois, Charles C. Thomas 1966.
- Universals and Existents, in: Australasian Journal of Philosophy, 64/1 (1986), S. 1–14.